# Prdlé pohádky
Prdlé pohádky je soubor 10 umělých pohádek, každá z nich má svůj vlastní příběh. Knihu napsalo 9 komediálních herců a jeden scénograf, kteří působili v pořadu Na Stojáka. Jedná se o kolektiv autorů Ester Kočičková, Jakub Žáček, Lukáš Pavlásek, Lumír Tuček, Marek Cpin, Marie Ludvíková, Miloš Knor, Petr Vydra, Tomáš Matonoha, Václav Neužil. Ilustrovala ji Gunilla Jähnichen. Kniha byla vydána v roce 2013 nakladatelstvím Hodná holka. 

## Děj
Kniha obsahuje 10 různých pohádek. Každá má svou vlastní dějovou linii. Některé pohádky jsou zveršované.
1. O drakovi a jeho třech koncích
2. O princezně a vysavači
3. Nejlepší koření
4. O nebojácném Vendovi
5. O princezně, která ukradla zuby
6. O princezně, která měla vousy
7. Perníková pohádka
8. Dobrodružství malé Špagetky
9. Tři sestry
10. Medvědi

## Přijetí díla
Den po křtu samotné knihy redakce web Vaše literatura vydala článek, ve kterém popisuje práci samotných autorů a jejich pocity. Mimo jiné píše: „Vycházejí z toho samé prdlé, ale především vtipné a chytré pohádky pro vtipné a chytré moderní děti.“
Klára Kubíčková pro IDnes.cz pohádky a jejich autory zhodnotila slovy, že „vtipní jsou skoro všichni, jen každý po svém“. Různorodost překládaných stylů pak demonstrovala i na skutečnosti, že Ester Kočičková ve svém textu jednoduše rýmuje a nebojí se ani vulgarit, Jakub Žáček je v přirovnáních velmi kreativní, Tomáš Matonoha ve vyprávění o dráčkovi předkládá dojemný příběh a Václav Neužil v pohádce „Medvědi“ vypráví o strašidelné až hororové cestě temným lesem.
Renáta Šťastná ve své recenzi s názvem „Prdlé pohádky moc moudrosti nepobraly“ na webu Kultura21 s dílem moc nesouhlasí. Uvedla, že věděla, že pohádky budou prdlé, jen čekala, že budou prdlé trochu jinak. Líbilq se jí však pohádka „Nejlepší koření“. O té napsala: „Příběh je logický a má spád. I když mluvící knedlík, který chodí po lese a hledá svého pána … Ale budiž, pohádky jsou o fantazii, o neuvěřitelných a nereálných příbězích, tak proč ne? Děti mají rády takové vymyšlené příběhy..." 
Martina Salhiová knihu zhodnotila slovy, že jde o snahu o inovaci žánru a že „ne všechny pokusy jsou umělecky kvalitní“. Jako nejzdařilejší vnímala Žáčkovu pohádku „Nejlepší koření“, zatímco v ostatních narážela na neústrojné prvky, obecnou češtinu, vulgarismy a humor založený na konzumaci alkoholu a tělesných pochodech. Za nejslabší prvek označila veršované pasáže, které podle jejího zhodnocení neprozrazují příliš velkou průpravu autorů. Soubor také jmenovala jako výjimečný případ situace, kdy pohádková publikace reflektuje současnou politickou situaci – Jakub Žáček ve svém textu odkázal na „válečnou zónu v Kosovu“.